# Ju 87轟炸機的作戰序列
本條目記述Ju 87俯衝轟炸機於第二次世界大戰在德國空軍中的作戰序列編制。

## 波蘭戰役
- 第3航空隊: 指揮官胡戈·施佩勒二級上將，駐地：紐倫堡
  - 第6航空師(Fliegerdivision):指揮官奧圖·戴斯洛赫(Otto Dessloch)少將
    - Ⅲ·/StG 51：指揮官von Klitzing少校，駐地:Wertheim am Main，編制：Ju 87B 31-29

- 第1航空隊: 指揮官阿爾貝特·凱塞林二級上將，駐地：斯塞新
  - 第1航空師(Fliegerdivision):指揮官Ulrich Grauert（英语：Ulrich Grauert）中將
    - Ⅱ./StG 2：指揮官Schmidt上尉，駐地:斯武普斯克，編制：Ju 87B 35-34
    - Ⅲ./StG 2：指揮官Ott上尉，駐地:斯武普斯克，編制：Ju 87B 36-34
    - Ⅳ.(st)/LG 1：指揮官Kogel上尉，駐地:斯武普斯克，編制：Ju 87B 39-37
    - 4.(st)/TrGr 186：指揮官Blattner上尉，駐地:斯武普斯克，編制：Ju 87B/C 12-12

- 第4航空隊: 指揮官Alexander Löhr（英语：Alexander Löhr）二級上將，駐地：西里西亞
  - 第2航空師(Fliegerdivision):指揮官布鲁诺·勒尔策少將
    - Ⅰ./StG 2： 指揮官Dinort少校，駐地:Nieder-Ellguth，編制：Ju 87B 38-37

  - 第8航空軍(Fliegerführer z.b.V.): 指揮官沃爾弗拉姆·馮·里希特霍芬少將
    - Stab StG 77：指揮官Schwartzkopff上校，駐地:Neudorf，編制：Ju 87B 3-3
    - Ⅰ./StG 77： 指揮官von Dalwigk上尉，駐地:Ottmuth，編制：Ju 87B 39-34
    - Ⅱ./StG 77： 指揮官von Schonborn上尉，駐地:Neudorf，編制：Ju 87B 39-38
    - Ⅰ./StG 76： 指揮官Sigel上尉，駐地:Nieder-Ellguth，編制：Ju 87B 36-28

## 挪威戰役
- 第10航空軍: Hans Ferdinand Geisler（英语：Hans Ferdinand Geisler）二級上將，駐地：漢堡
  - Ⅰ./StG1: Hozzel上尉，駐地：基爾，編制：Ju 87R 39-33

## 低地國與法國戰役
- 第2航空隊: 指揮官阿爾貝特·凱塞林二級上將，駐地：明斯特
  - 第8航空軍(Fliegerkorps): 指揮官指揮官沃爾弗拉姆·馮·里希特霍芬少將
    - Stab StG2: 指揮官Dinort少校，駐地：科隆，編制：Ju 87B 3-3
    - Ⅰ./StG2: 指揮官Hitshhold上尉，駐地：科隆，編制：Ju 87B 40-23
    - Ⅲ./StG2: 指揮官von Schönborn少校，駐地：訥爾文尼希，編制：Ju 87B 38-27
    - Ⅰ./StG76: 指揮官Sigel上尉，駐地：科隆，編制：Ju 87B 39-34
    - Stab StG77: 指揮官Schwartzkopff上校，駐地：科隆，編制：Ju 87B 4-3
    - Ⅰ./StG77: 指揮官von Dalwigk上尉，駐地：科隆，編制：Ju 87B 39-31
    - Ⅱ./StG77: 指揮官Plewig上尉，駐地：科隆，編制：Ju 87B 39-30
    - Ⅳ.(st)/LG1: 指揮官Kösl上尉，駐地：杜伊斯堡，編制：Ju 87B 39-37

- 第3航空隊: 指揮官胡戈·施佩勒二級上將，駐地：巴特奧爾布
  - 第1航空軍(Fliegerkorps): 指揮官Ulrich Grauert（英语：Ulrich Grauert）二級上將
    - Ⅲ·/StG 51：指揮官von Klitzing少校，駐地：科隆，編制：Ju 87B 39-31

  - 第2航空軍(Fliegerkorps): 指揮官布鲁诺·勒尔策中將
    - Stab StG1: 指揮官Baier上校，駐地：西格堡，編制：Ju 87B 3-3
    - Ⅲ·/StG 2: 指揮官Enneccerus上尉，駐地：西格堡，編制：Ju 87B 38-33
    - Ⅰ.(st)/TrGr186: 指揮官Hagen上尉，駐地：，編制：Ju 87B 39-36

- 第2航空隊: 指揮官阿爾貝特·凱塞林一級上將，駐地：布魯塞爾
  - 第2航空軍: 指揮官布鲁诺·勒尔策二級上將
    - Ⅱ./St1(Ⅲ·/StG 51): 指揮官Keil上尉，駐地：Norrent-Fontes，編制：Ju 87B 38-30
    - Ⅳ.St/LG1: 指揮官von Brauchitsch上尉，駐地：Tramecourt，編制：Ju 87B 36-28

- 第3航空隊: 指揮官胡戈·施佩勒一級上將，駐地：巴黎
  - 第8航空軍: 指揮官指揮官沃爾弗拉姆·馮·里希特霍芬二級上將
    - Stab StG1: 指揮官Hagen少校，駐地：昂熱，編制：Ju 87B 3-2
    - 1./StG1: 指揮官Hozzel少校，駐地：昂熱，編制：Ju 87B 39-27
    - Ⅲ/StG1/TrGr186: 指揮官Mahlke上尉，駐地：昂熱，編制：Ju 87B 38-26
    - Stab StG2: 指揮官Dinort少校，駐地：聖馬洛，編制：Ju 87B 4-3
    - 1./StG2: 指揮官Hitschhold上尉，駐地：聖馬洛，編制：Ju 87B 35-29
    - Ⅱ./StG2: 指揮官Enneccerus上尉，駐地：Lannion，編制：(Ju 87B 2-2)